# Jean Morax

Theaterplakat von Jean Morax, 1921

Jean Morax (* 16. September 1869 in Morges; † 11. Mai 1939 ebenda, heimatberechtigt in Mex) war ein Schweizer Maler.

## Leben
Victor Morax wuchs mit seinen Brüdern René und Victor als Sohn eines Kantonsarztes auf. Er absolvierte die malerische Ausbildung in Genf bei Edouard Castres und bildete sich ab 1889 in Paris weiter.
Sein Stil war geprägt von den Nabis. Morax stellte seine Werke unter anderem an der Landesausstellung 1896 in Genf, an der Weltausstellung 1900 in Paris (Gewinner der Bronzemedaille) und 1905 in München aus. Er wurde im Jahre 1897 hinter Ferdinand Hodler Zweitplatzierter eines Wettbewerbs für die Bemalung der Waffenhalle des Landesmuseums in Zürich.
Im Jahre 1908 eröffnete er mit seinem Bruder René das Théâtre du Jorat im waadtländischen Mézières und entwarf dessen Kostüme, Dekor und Werbeplakate. Darunter für Vorführungen wie Henriette (1908), Tell (1914), Le roi David (1921) oder La Belle de Moudon (1931). Weiter gestaltete Morax auch die Kostüme für das grosse Volksfest Fête des Vignerons im Jahre 1905 in Vevey.